# فوتينو
الفوتينو هو جسيم دون ذري افتراضي، وهو المرافق الممتاز أو الشريك الفائق الفرميوني للفوتون في جسيمات التفاعل الضعيف الضخمة الذي تنبأ به التناظر الفائق، وهو مثال على تفرعات الغوجينو. على الرغم من عدم ملاحظة فوتينو حتى الآن، إلا أنه أحد المرشحين للحصول على أخف جسيم فائق التناظر في الكون. يُقترح أن يتم إنتاج الفوتينات بواسطة مصادر الأشعة الكونية فائقة الطاقة.

## أعداد الفوتينو
تحتوي الفوتينوات على رقم ليبتون 0 ورقم باريون 0 وعدد دوران 1/2. مع تكافؤ R لـ -1 لذا فهو مرشح محتمل للمادة المظلمة. يمتزج مع الشركاء الفائقين من بوزون Z (زينو) وبوزون هيغز المحايدة (هيغزينو) لتشكيل النيوترالينو.